# Camerota
Camerota är en ort och kommun i provinsen Salerno i regionen Kampanien i Italien. Kommunen hade 7 107 invånare (2017).